# بیچ ماونتن (کارولینای شمالی)
بیچ ماونتن (به انگلیسی: Beech Mountain) شهری در ایالت کارولینای شمالی کشور ایالات متحده آمریکا است که جمعیت آن در سرشماری سال ۲۰۱۰ میلادی، ۳۲۰ نفر بوده‌است.